# Phasmahyla cochranae
Espèce
Synonymes
- Phyllomedusa cochranae Bokermann, 1966

Statut de conservation UICN

 LC  : Préoccupation mineure
Phasmahyla cochranae est une espèce d'amphibiens de la famille des Phyllomedusidae.

## Répartition
Cette espèce est endémique du Brésil. Elle se rencontre dans les États de São Paulo, de Rio de Janeiro et du Minas Gerais au-dessus de 800 m d'altitude dans la serra do Mar et la serra da Mantiqueira.

## Description
Les mâles mesurent de 28 à 37 mm et les femelles de 41 à 46 mm.

## Étymologie
Cette espèce est nommée en l'honneur de Doris Mable Cochran.

## Publication originale
- Bokermann, 1966 : A New Phyllomedusa from Southeastern Brazil. Herpetologica, vol. 22, no 4, p. 293-297.